# Park Cwm
Koordinaten: 51° 35′ 18″ N, 4° 6′ 45,7″ W
Die Megalithanlage Park Cwm (auch Parc le Breos Cwm oder Giant’s Grave genannt), bei Parkmill in Glamorgan gelegen, gehört zur „Gower-Gruppe“ auf der gleichnamigen Halbinsel bei Swansea in Südwales. Bei der 1869 entdeckten Anlage handelt sich um eine des Cotswold-Severn-Typs mit Seitenkammern, die in dieser Gegend relativ selten vorkommt. Die gut erhaltene Anlage wird als ein Ausreißer der weiter östlich häufigen Tradition betrachtet.

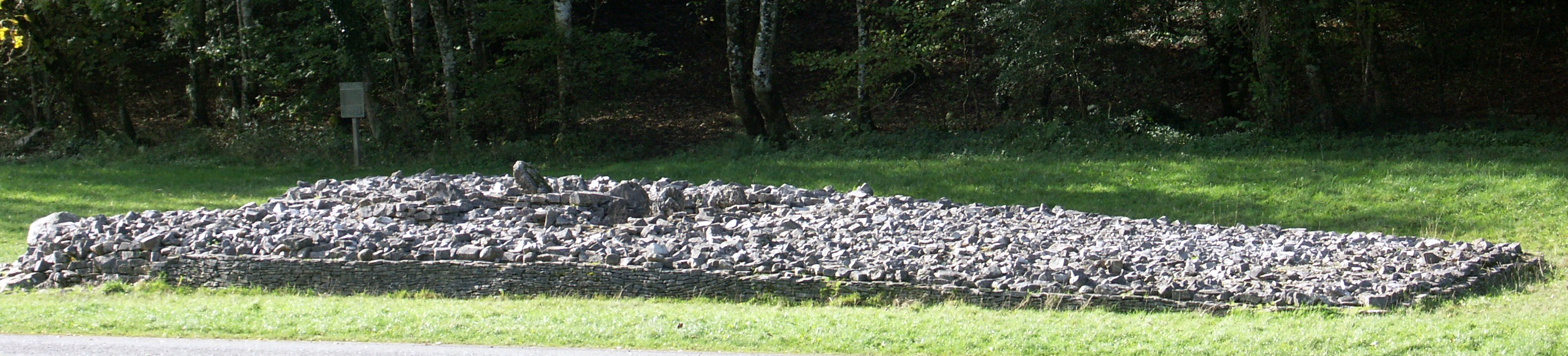
Park Cwm

## Lage
Das Denkmal liegt in einer engen, bewaldeten Kalksteinschlucht, die von einem Fluss eingeschnitten wurde, der nach Süden zur Oxwich Bay fließt. Der Platz ist allseitig von oberirdischen Aufschlüssen des Grundgesteins umgeben. „Cat Hole“, eine bekannte Höhle, und die Anlage von Tinkinswood liegen in der Nähe.

## Beschreibung
Der trapezoide Cairn misst 22,2 m in der Länge und ist maximal 12,4 m breit. Die 6,2 m lange axiale Hauptkammer (auch als Gang bezeichnet), ist vom Vorhof aus zugänglich, der hier als Ausnahmefall im Süden gelegen ist. Der Gang ist etwa einen Meter breit. Insgesamt vier große, paarweise angeordnete Seitenkammern, die rechtwinkelig ansetzen, vervollständigen die Anlage. Die Seitenkammern sind 1,6 m lang und ebenfalls etwa einen Meter breit. Es sind keine Deckensteine erhalten. Somit besteht die Möglichkeit, dass die Decke in Kragtechnik errichtet war.

Parc Cwm
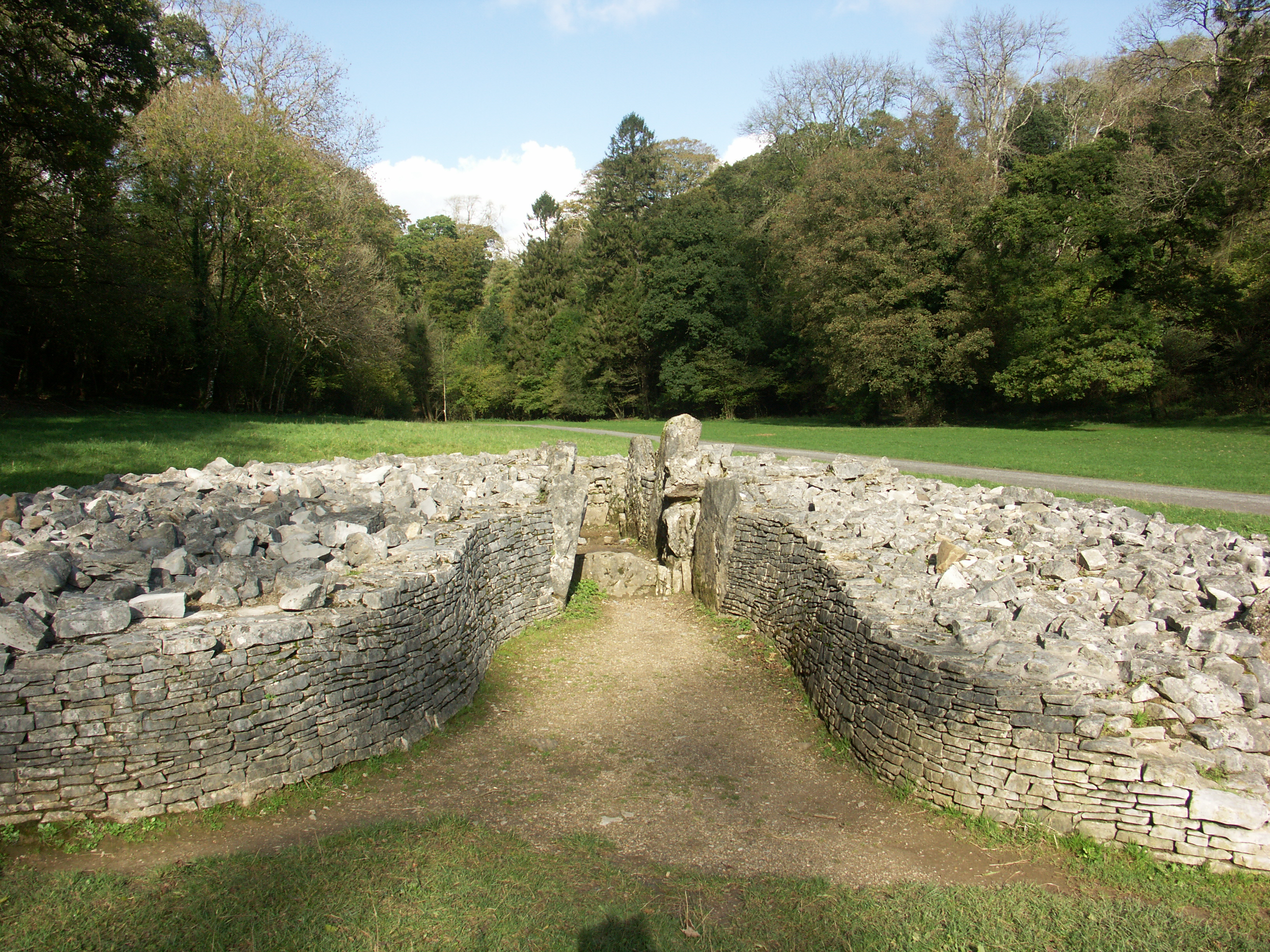
Parc Cwm
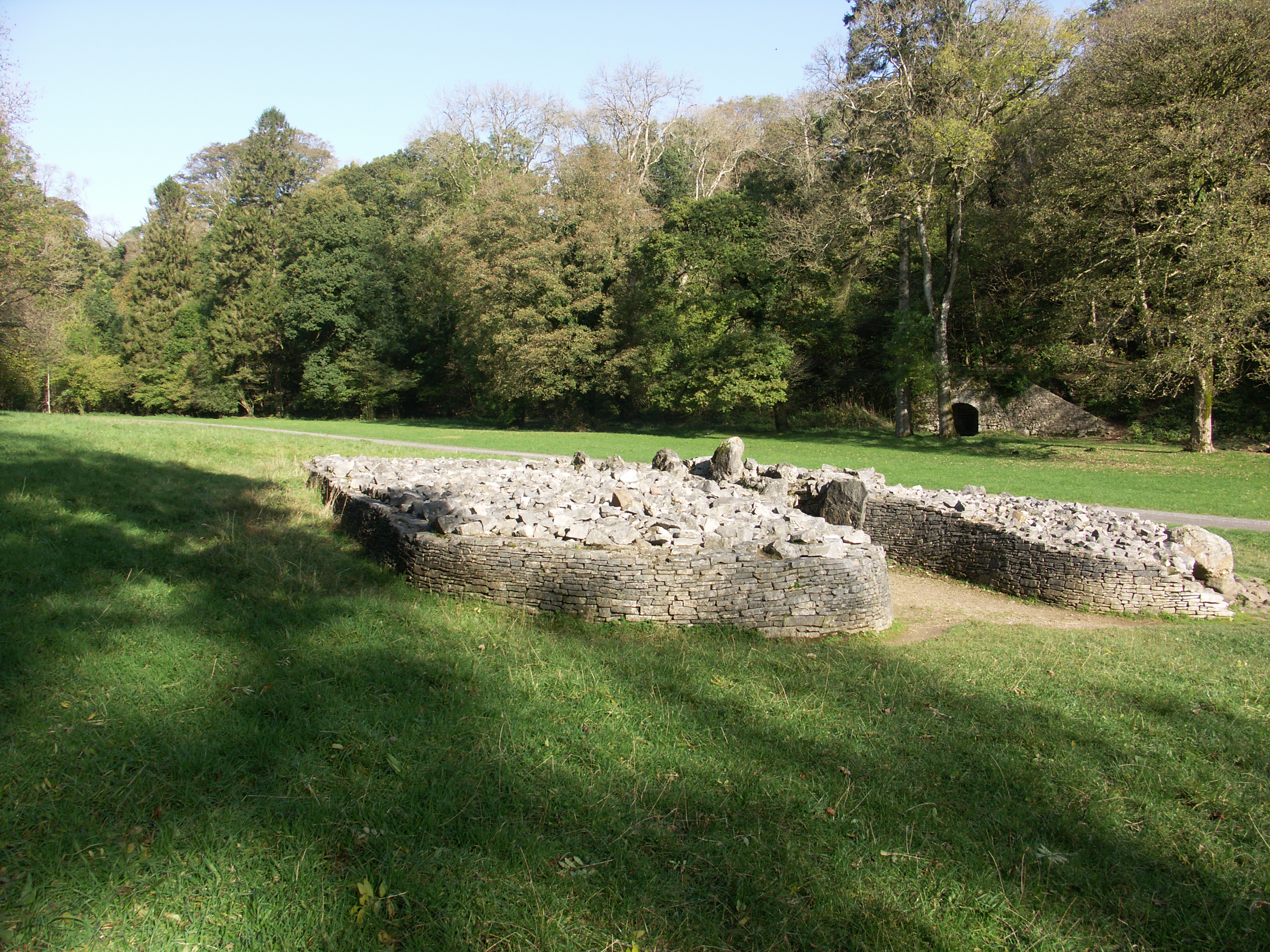
Parc Cwm
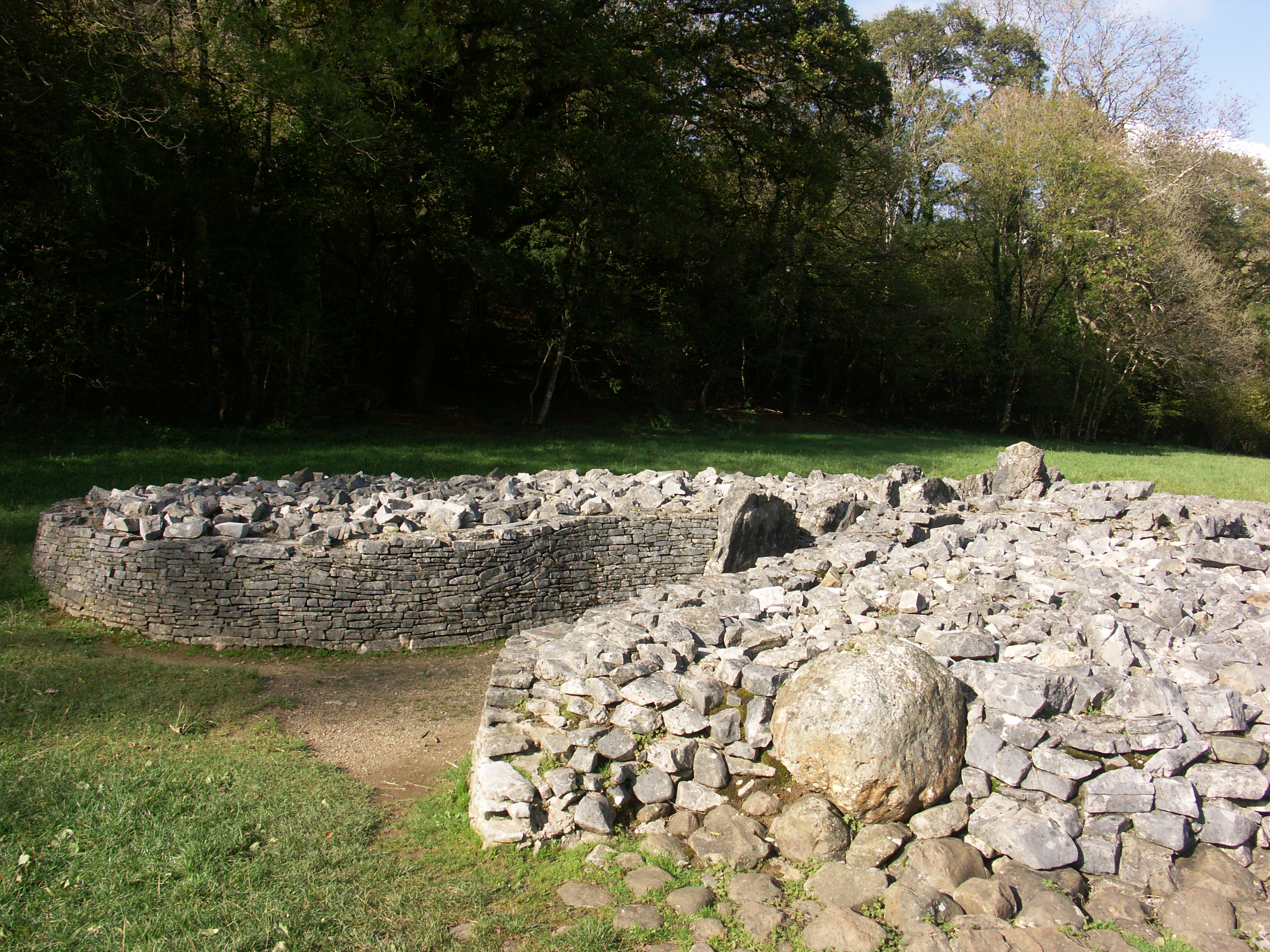
Parc Cwm
Schema 1= Trockensteineinfassung 2=Cairn 3=Einstieg 4=Gang 5=Seitenkammern 6= Vorhof 7= Reste der Frontmauer
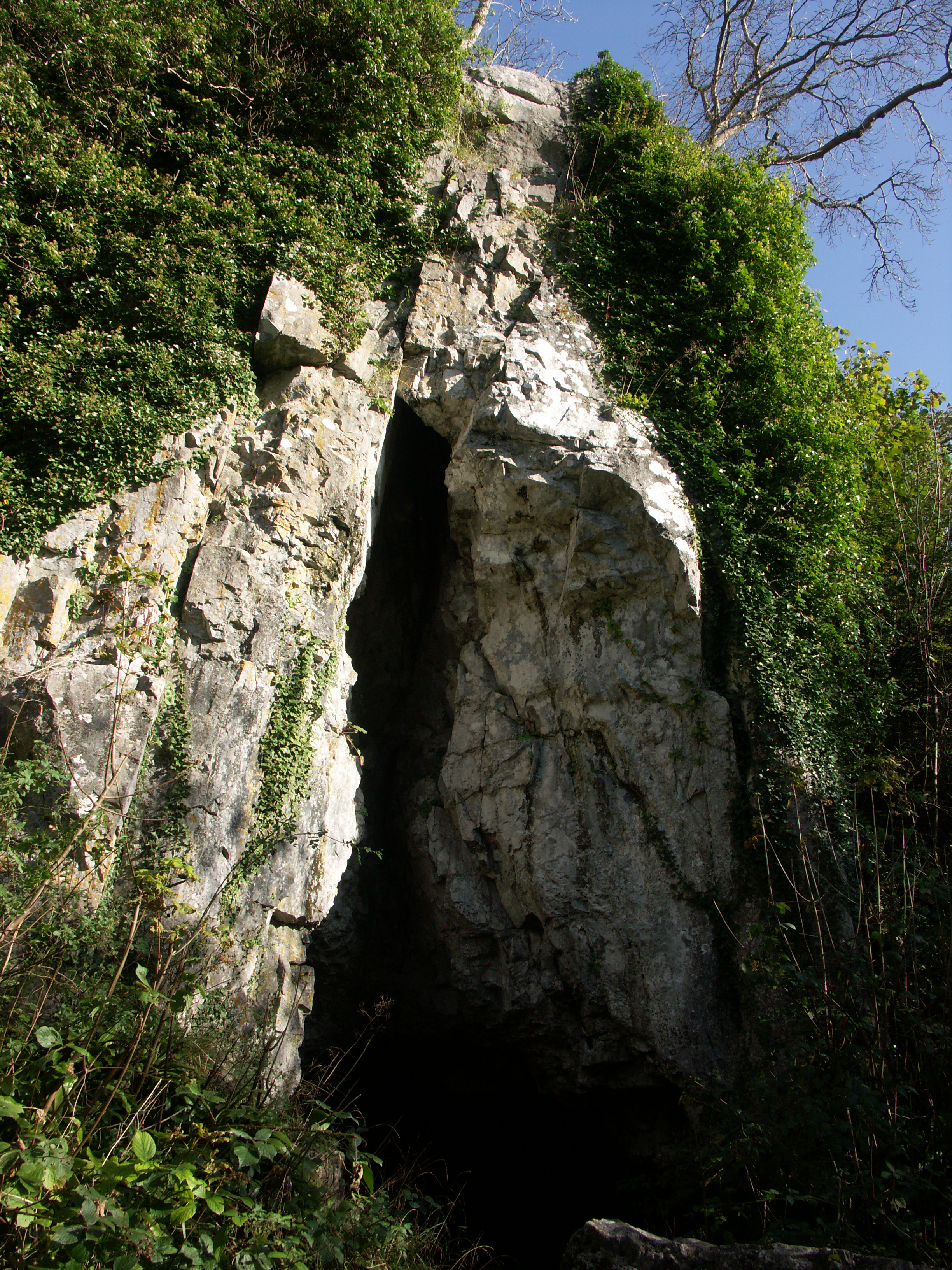
Das Katzenloch - Cathole

## Funde
Die Anlage wurde im Jahr 1869 und erneut Anfang der 1960er Jahre ausgegraben. Bei der 1869 von Sir John Lubbock durchgeführten Grabung wurden die Reste von 20 bis 24 Personen gefunden. Lubbock war der Meinung, der Cairn, von dem nur Reste vorhanden sind, sei ursprünglich oval gewesen. Die Anlage wurde in den Jahren 1960–1961 erneut untersucht und wiederhergestellt. Durch diese Nachgrabung konnten weitere Bestattete gefunden werden und ihre Anzahl stieg auf 40 Personen. Zusätzlich wurden Ablagerungen von Leichenbrand und die Knochen von Wild- und Haustieren sowie 32 Flintstücke und Tonscherben gefunden. Die äußere Form des Cairns war nicht gut zu definieren, weil Seitensteine fehlten.

## Datierung
Es ist die einzige Anlage in dem Bereich, die datiert wurde. Die Radiocarbondaten zeigen, dass das Denkmal zwischen 3800 und 3500 v. Chr. gebaut wurde. Es gibt auch Belege für eine Spätjungsteinzeitliche Verwendung des Standorts durch Angehörige der Glockenbecherkultur. Isotopenanalysen der Knochen belegen, dass die dort begrabenen Leute viel Fleisch, aber kaum Nahrung aus dem Meer gegessen hatten.

## Das Katzenloch
Das Katzenloch (englisch cathole) die Katzenloch-Höhle liegt etwa 180 m nördlich von Parc Cwm. Es ist ein steiler Kalksteinausbruch nahe der Oberseite der Schlucht, etwa 15,0 m vom Talboden. Die Höhle ist ein tiefer Dreiecksspalt, der sich nach oben verjüngt. Das Katzenloch verfügt über zwei Eingänge, mit einer natürlichen Plattform vor dem größeren der beiden.
Die Höhle wurde von mesolithischen Jägern und neolithischen Bauern genutzt. Während der ersten Ausgrabung im Jahre 1864 wurden Funde von der mesolithischen bis zur mittelalterlichen Periode gemacht. Der Archäologe McBurney (1914–1979) bemerkt in seinem "The Proceedings of the Prehistoric Society Band 25 (1959), S. 260–69, dass die Höhle postglazial von mesolithischen Jägern genutzt wurde. Eine Schlussfolgerung, die durch John Andrew Campbells Ausgrabung von 1977 bestätigt wurde. Die 1984 erfolgze Ausgrabung von Miranda Aldhouse-Green enthüllte die frühesten Funde der Höhle, zwei Pfeilspitzen vom Typ "tanged point", die auf 26.000 v. Chr., ins Riss-Würm Interglacial die letzte Zwischeneiszeit, datiert werden. Dies fällt in die Periode der Red Lady of Paviland. Die "Dame" wurde in einer Höhle etwa 13 km westlich des Cathole entdeckt und als ältestes bekanntes menschliche Begräbnis in Großbritannien auf 27.000 v. Chr. datiert.